# Pont Saint-Roch
Le pont de Saint-Roch est un pont situé à Colmars, au-dessus du Verdon, en France.

## Localisation
Le pont est situé sur la commune de Colmars, dans le département français des Alpes-de-Haute-Provence.

## Historique
Le pont n'est pas documenté. Son style le fait remonter au XVIIe siècle et plus probablement au XVIIIe siècle.
Le pont est désaffecté en 1894.
L'édifice est inscrit au titre des monuments historiques le 8 décembre 1927.

## Principales dimensions
- longueur : 18,10 m
- largeur : 2,60 m
- ouverture de l'arche : 15,90 m
- hauteur de l'arche : 5,25 m